# L'Homme fidèle
Pour plus de détails, voir Fiche technique et Distribution.
L'Homme fidèle est un film français réalisé par Louis Garrel, sorti en 2018.

## Synopsis
À Paris, Marianne (Laetitia Casta) et Abel (Louis Garrel) sont en couple. Ils ont un ami commun : Paul. Marianne annonce à Abel qu'elle est enceinte de Paul, car elle a une relation avec lui depuis un an. Abel s'en va. Paul et Marianne se marient. Leur fils Joseph nait. Huit ans après, Paul meurt dans son sommeil. Paul a une sœur plus jeune : Ève (Lily-Rose Depp). Marianne, veuve, renoue avec Abel. Joseph n'apprécie guère Abel en tant que père de substitution. Ève révèle avoir toujours été attirée par Abel. Une nouvelle triangulaire romanesque se forme.

## Fiche technique
- Titre original : L'Homme fidèle
- Réalisation : Louis Garrel
- Scénario : Jean-Claude Carrière et Louis Garrel
- Photographie : Irina Lubtchansky
- 1er assistant opérateur : Pierre-Hubert Martin
- Montage : Joëlle Hache
- Décors : Jean Rabasse
- Musique : Philippe Sarde
- Photographe de plateau : Shanna Besson (en)
- Production : Pascal Caucheteux
- Société de production : Why Not Productions
- Société de distribution France : Wild Bunch Distribution
- Pays d'origine :  France
- Langue originale : français
- Format : couleur
- Genre : Comédie dramatique et romance
- Durée : 75 minutes
- Dates de sortie :
  - Canada : 9 septembre 2018 (TIFF[1], première mondiale)
  - France : 26 décembre 2018

## Distribution
- Louis Garrel : Abel
- Laetitia Casta : Marianne
- Lily-Rose Depp : Ève, sœur de Paul
  - Diane Courseille	: Ève à 13 a ans
- Joseph Engel : Joseph, fils de Marianne et Paul
- Bakary Sangaré : patron du restaurant
- Vladislav Galard : docteur Pivoine

## Production

### Développement
L'Homme fidèle est co-écrit par Jean-Claude Carrière et Louis Garrel. Le film est produit par Pascal Caucheteux de Why Not Productions et distribué par Wild Bunch,.

### Choix des interprètes
Pour son second long métrage, Louis Garrel derrière et devant la caméra garde le prénom Abel du personnage de son premier film Les Deux Amis. Laetitia Casta et Lily-Rose Depp, jouent les principaux rôles féminins,.

### Musique
Philippe Sarde a repris le thème musical du film d'André Téchiné Hôtel des Amériques.

## Accueil
Screen International analyse la performance de Casta, remarque celle du jeune garçon Engel et conclut sur le mot clef du titre.
The Hollywood Reporter est attiré par le jeu de Depp et Garrel et révèle plus d'indices (spoiler) sur l'intrigue.

## Distinctions

### Récompenses
- Festival international du film de Saint-Sébastien 2018 : prix du jury pour le meilleur scénario[10]
- Festival international du film de Transylvanie 2019 : prix spécial du jury[11]

### Nomination et sélections
- Festival international du film de Toronto 2018 : présentation spéciale[12]
- Festival du film de New York 2018 : sélection officielle[13]
- Festival international du film de Saint-Sébastien 2018 : sélection officielle[14]
- César 2019 : César du meilleur espoir féminin pour Lily-Rose Depp